# The Fabulous New French Singing Star
Singles
1. Mon credo
Sortie : 1966
2. Qu'elle est belle
Sortie : 1966
3. Celui que j'aime
Sortie : 1966

The Fabulous New French Singing Star est le tout premier album de la chanteuse française Mireille Mathieu sorti aux États-Unis. L'album est la version américaine de l'album sorti en France En direct de l'Olympia avec 4 titres en plus inédits en France : Quelque chose de merveilleux, Je suis là, Mr Jack Hobson et Je veux.

## Chansons de l'album
- Face 1

1. Mon credo (André Pascal/Paul Mauriat)
2. Le funambule (Jacques Plante)
3. C'est ton nom (Françoise Dorin/Francis Lai)
4. Ne Parlez plus (Jil et Jan)
5. Quelque chose de merveilleux (C. Deleclause/M. Senlis/François Rauber)
6. Messieurs les musiciens (Pierre Delanoë/Guy Magenta)

- Face 2

1. Pourquoi mon amour (André Pascal/Paul Mauriat)
2. Qu'elle est belle (Pierre Delanoë/Richard Ahlert/Eddie Snyder)
3. Je suis là (E. Evtouchenko/F. Gérald/Ph. Gérard/A. Babadjanian)
4. Ils s'embrassaient (S. Lebrail/Guy Magenta)
5. Monsieur Jack Hobson (Jil et Jan)
6. Je veux (Jacques Plante & Jeff Davis)